# Kacper Rybicki
Kacper Mieczysław Rafał Rybicki (ur. 1940 w Izabelinie k. Warszawy, zm. 2008) – polski geofizyk, planetolog, astrofizyk; profesor doktor habilitowany nauk fizycznych, specjalizujący się w fizyce wnętrza Ziemi; autor wielu prac z zakresu sejsmologii teoretycznej oraz modelowania losów Ziemi i innych planet; fundator stypendiów naukowych. Członek Polskiej Akademii Nauk i dyrektor Instytutu Geofizyki tamże.

## Życiorys
W 1957 ukończył X Szkołę Ogólnokształcącą TPD w Warszawie.
W 1962 ukończył studia na Wydziale Fizyki Uniwersytetu Warszawskiego, gdzie następnie rozpoczął swoją pracę jako asystent naukowy. W latach 1966–1970 był doktorantem w Instytucie Geofizyki Polskiej Akademii Nauk, i z tym instytutem związany był już do końca swojego życia. W 1971 obronił pracę doktorską przygotowaną pod kierunkiem prof. Romana Teisseyre. Habilitował się na Akademii Górniczo-Hutniczej im. Stanisława Staszica w Krakowie.
W 1987 roku otrzymał tytuł profesora.

## Wybrane publikacje
- Constrains on stresses in isotropic homogeneous infinite half-spaces being in welded contact: 2D anti-plane and in-plane cases

- Comment on the paper „Fast tidal cycling and origin of life by Richard Lathe”

- Secular changes of LOD associated with a growth of the inner core

- On faulting in inhomogeneous media[2]

- Acta Geophysica[1]